# Завод аеропланів Анатра
Завод аеропланів Анатра — один із найбільших авіазаводів Російської імперії, що його заснував підприємець Артур Анатра. Від 1914 до 1917 року на ньому збудовано понад тисячу літаків (1056 в Одесі й приблизно 50 на дочірньому підприємстві в Сімферополі).
На базі авіазаводу в травні 1924 року організовано Державні авіаційні майстерні № 7, нині на території заводу розташований «Одеський авіаційний завод».

## Історія заснування заводу
24 березня 1908 року в Одесі засновано перший в Російській імперії аероклуб, президентом якого від 1910 року був Артур Анатра. Тут були майстерні, де починаючи з 1910 року на приватні замовлення виготовляли ліцензійні копії літаків французьких конструкцій. До кінця 1912 року тут складено 14 машин Фарман, 3 Блеріо і 1 Ньюпор, а ще виготовлено літак оригінальної конструкції за проєктом Василя Хіоні. На базі цих майстерень Анатра згодом і заснував свій завод. Майстерні розташовувались у західній частині міста поблизу іподрому, який спочатку слугував випробувальним аеродромом.
Потім Анатра придбав землі в районі 4-ї станції Чорноморської дороги, куди й перевели аеродром.
18 жовтня 1912 року Анатра звернувся з листом до військового відомства, щоб ті замовили в його майстерень 5-10 літаків. 10 червня 1913 року підписано контракт на виготовлення п'яти літаків Фарман-4 загальною вартістю 43876 крб, який майстерні Анатри виконали до листопада 1913 року.
Перший рік завод працював як складальний. Двадцять три робітники збирали з імпортованих вузлів літаки французьких конструкцій Фарман, Вуазен, Моран, Ньюпор-4 — п'ять машин на місяць. На заводі також будували глісери оригінальних конструкцій, легкі мотоцикли, ремонтували автомашини.

## 1914 рік
Навесні 1914 року розпочато будівництво нових виробничих приміщень: на вулиці Канатній, 33 — слюсарного та штампувального цехів, на Французькому бульварі — відділення механічної обробки, на вулиці Ольгіївській, 5 (біля Пересипу) — деревообробного цеху. Працювали й старі майстерні в районі Іподрому.
Напередодні Першої світової війни Анатра придбав у німецької фірми Авіатік проєкт літака Р-20, який згодом став основою майже всіх власних розробок. Створено власний конструкторський відділ, до роботи в якому Анатра запросив французького інженера Еліса Альфреда Декампа, що раніше працював у фірмі Aviatik.
Початок Першої світової війни приніс заводу великі замовлення від військового відомства. Завод почав переобладнуватися. Зросла кількість працівників: якщо в липні 1914 року в фірмі «Анатра» працювало 95 осіб, то в листопаді — вже 150.
В перші роки війни замість впровадження власних моделей фірма й далі випускала літаки за французькими ліцензіями: Фарман IV, XVI, XX і XXII.
25 листопада 1914 року замовлено перші десять двомісних монопланів Ньюпор. Замовлення виконано до березня 1915 року.

## 1915 рік
До березня 1915 року виконано замовлення на постачання 15 літаків Фарман XVI.
1915 року замовлено 138 літаків Фарман IV. Замовлення виконано до 30 квітня 1916 року. Замовлено 30 літаків Фарман XXII біс. Замовлення виконано до 10 лютого 1916 року.
10 березня 1915 року укладено контракт на постачання 30 аеропланів Вуазен LA, 22 серпня — на 150 Вуазен LAS і 18 лютого 1916 року — ще на 20. А що під час складання Вуазен LA встиг застаріти, то контракт переоформили на Вуазен LAS. До 1 серпня 1916 року військове приймання пройшли лише 100 вуазенів.
6 квітня 1915 року замовлено 40 Ньюпорів IV. Згодом військові прийняли лише 20 з них, а решту переоформлено на біплани Анаде.
30 вересня 1915 року замовлено 30 літаків Моран G. Замовлення виконано за два місяці.

### Розробка літака
Влітку 1915 року на заводі розпочали розробляти власну модель літака. Як і майже всі наступні моделі розробляли її на основі проєкту Р-20 фірми Авіатік, що його Анатра придбав ще перед Першою світовою війною. Доопрацьовувати цей проєкт та впроваджувати його у виробництво взявся Декамп. Головна конструктивна зміна полягала в заміні німецького мотора Оберурсель французьким Гном-Моносупап. Випробування прототипу літака, що дістав назву «Анатра Анаде» (або «Анатра»-Д, тобто «Декамп») відбулися 19 грудня 1915 року.
У конструкторському бюро під керівництвом Г. М. Макєєва окрім Декампа працювали одесити В. Хіоні, В. Іванов, О. Кам, А. К. Михалькевич, Д. Д. Федоров, що потім працював конструктором на німецьких авіазаводах, та інші. З Франції прибув і пілот-випробувач Робіне.
16 травня 1916 року випущено перший серійний Анаде.

## 1916 рік
За 12 км від Одеси, на Стрільбищенському полі, споруджено корпуси складального, зварювального, малярного та інших цехів, ангар та аеродром. Тут запровадили виробництво літаків нових типів, а фармани та вуазени виробляли на Канатній вулиці.
Щоб доставляти туди робітників, за 1 млн 300 тисяч рублів провели від Одеси залізничну гілку, придбали два паровози та кілька пасажирських вагонів.
1916 року завод дістав замовлення на постачання 700 літаків Анатра-Д, 100 винищувачів Ньюпор-17 і 200 навчальних літаків Фарман-7.

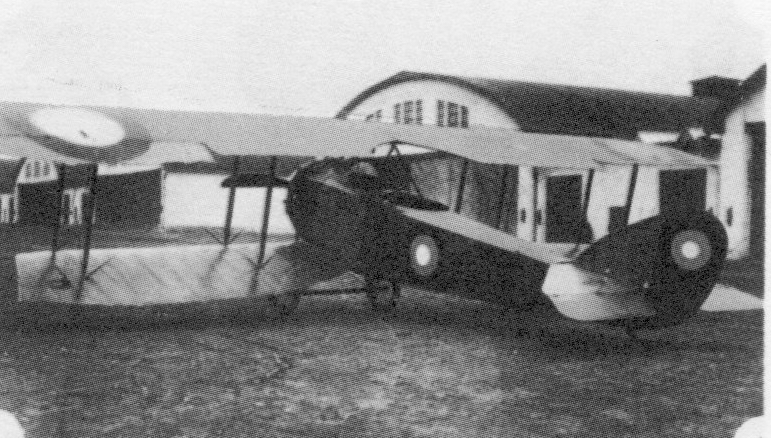
Аероплан Анатра-Анасаль

25 липня 1916 відбувся перший політ літака Анасаль (або Анатра-ДС, тобто «Декан з Сальмсон»), що являв собою модель Анаде з двигуном Сальмсон модифікації Р-9 потужністю 150 к. с.
1916 року на заводі розпочато виробництво модифікації літака Вуазен-LAS — так званого «Вуазен Іванова» (Анатра-ВІ), що його створив конструктор підпоручик Петро Іванов.
Влітку 1916 року під керівництвом льотчика-випробувача В. Хіоні створено оригінальний двофюзеляжний двомоторний бомбардувальник Анадва (або Анатра-ВХ).
Станом на 22 грудня 1916 року на Стрільбищенському полі працювало 1030 робітників, на вулиці Канатній, 22 — 430, на вулиці Ольгієвській, 5 — 90 і на вулиці Кондратенко, 36 — 300. У січні 1917 року відділення з вулиці Кондратенко перевели на вулицю Бєлінського.

### Створення філії у Сімферополі
1916 року, після вступу Румунії в Першу світову війну, Одеса стала прифронтовим містом і важливі військові виробництва було вирішено перенести вглиб країни. Почалося створення філії заводу в Сімферополі. Ще 1914 року Артур Анатра купив у Сімферополі порожні землі на захід та північний захід від ставка на річці Слов'янка для спорудження авіаційного заводу (район біля території заводу досі називається Анатра, а сусідня вулиця — Авіаційна)[джерело?]. До вересня будівництво заводу завершилося.
На заводі в Сімферополі випускали літаки Ньюпор-17 під двигун Рон. 30 січня 1917 року підписано контракт на випуск 100 таких літаків. 23 вересня прийнято перші 50 із них, але без льотних випробувань через відсутність моторів Рон, решту 50 — 5 лютого 1918 року. Станом на серпень 1917 року в Сімферополі працювало 370 осіб.
1916 року філія випустила 5 машин, 1917-го — 45.

## 1917 рік
1917 року на двох заводах фірми «Анатра» працювало понад 330 службовців й приблизно 2100 робітників. Технологічна база заводу — приблизно 200 верстатів різних типів.
Основні виробництва розміщувалися у різних районах Одеси. Тут розташовувалися деревообробний, механічний, слюсарний, зварювальний, складальний, малярський цехи, склад, випробувальний аеродром та інші допоміжні виробничі підрозділи.
26 липня 1917 підписано контракт на постачання трьохсот літаків Анасаль.
3 листопада 1917 року компанія одержала замовлення на постачання п'ятдесяти літаків Анадва.
Потенційна потужність заводу станом на осінь 1917 року становила 80 літаків на місяць, з них 60 — на одеському заводі та 20 — на філії в Сімферополі.
На кінець 1917 — початок 1918 року в Одесі працювало 1684 особи, в Сімферополі — приблизно 730.

## 1918—1921 роки

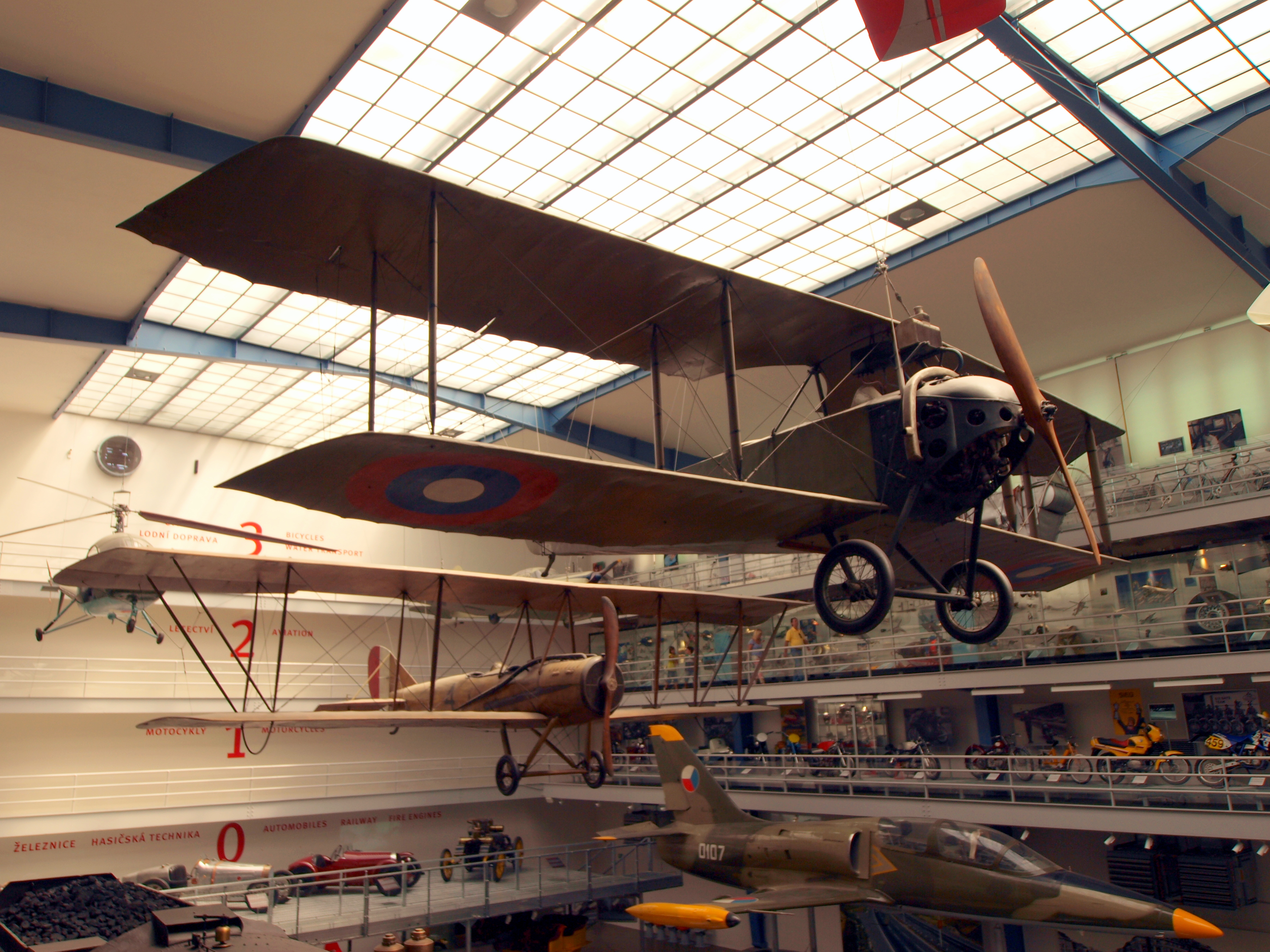
Аероплан Анатра-Анасаль у Празькому Національному технічному музеї (Чехія)

У період встановлення Радянської влади на Півдні Росії — з листопада 1917 по квітень 1918 років — діяльність підприємства повністю зупинилась.
Внаслідок Брестського мирного договору армія Австро-Угорщини окупувала регіон Одеси, а німецька армія — Крим. На території заводу в Сімферополі окупаційна влада виявила вісім захованих гвинтівок і заарештувала приблизно п'ятдесят робітників.
З Одеського заводу австро-угорці вивезли матеріалів на суму близько мільйона рублів золотом. Завод потрапив під повний контроль австро-угорської окупаційної влади, яким дісталося понад 240 готових літаків — 111 Анасаль, 63 Анаде та 68 Фарман. Ще 149 Анасалей перебувало у виробництві.
5 травня 1918 року завод дістав замовлення на постачання двохсот літаків Анасаль для цісарсько-королівської авіації. Вже 10 червня 1918 року новому замовнику передано першу партію літаків — 42 машини, а в серпні — ще 51.
Коли в листопаді 1918 року в Одесі висадилися частини Антанти, вони виявили на заводі «Анатра» 123 літаки «Анасаль», частина з яких згодом потрапила до білогвардійців. Виробнича діяльність майже зовсім припинилась.
Навесні 1919 року більшовики зайняли Одесу. У квітні завод передано в розпорядження Повітряного Флоту Народного комісаріату військових справ УСРР й перейменовано на «Одеський військово-авіаційний завод». 5 червня його об'єднали з місцевим авіапарком і назвали "Одеські військово-авіаційні майстерні-парк.
З вигнанням більшовиків заводи працювали з ремонту авіаційної техніки для Збройних сил Півдня Росії, але більшовицьке підпілля підірвало електростанцію заводу в Сімферополі, чим практично паралізувало роботу філії.

## 1920—1924

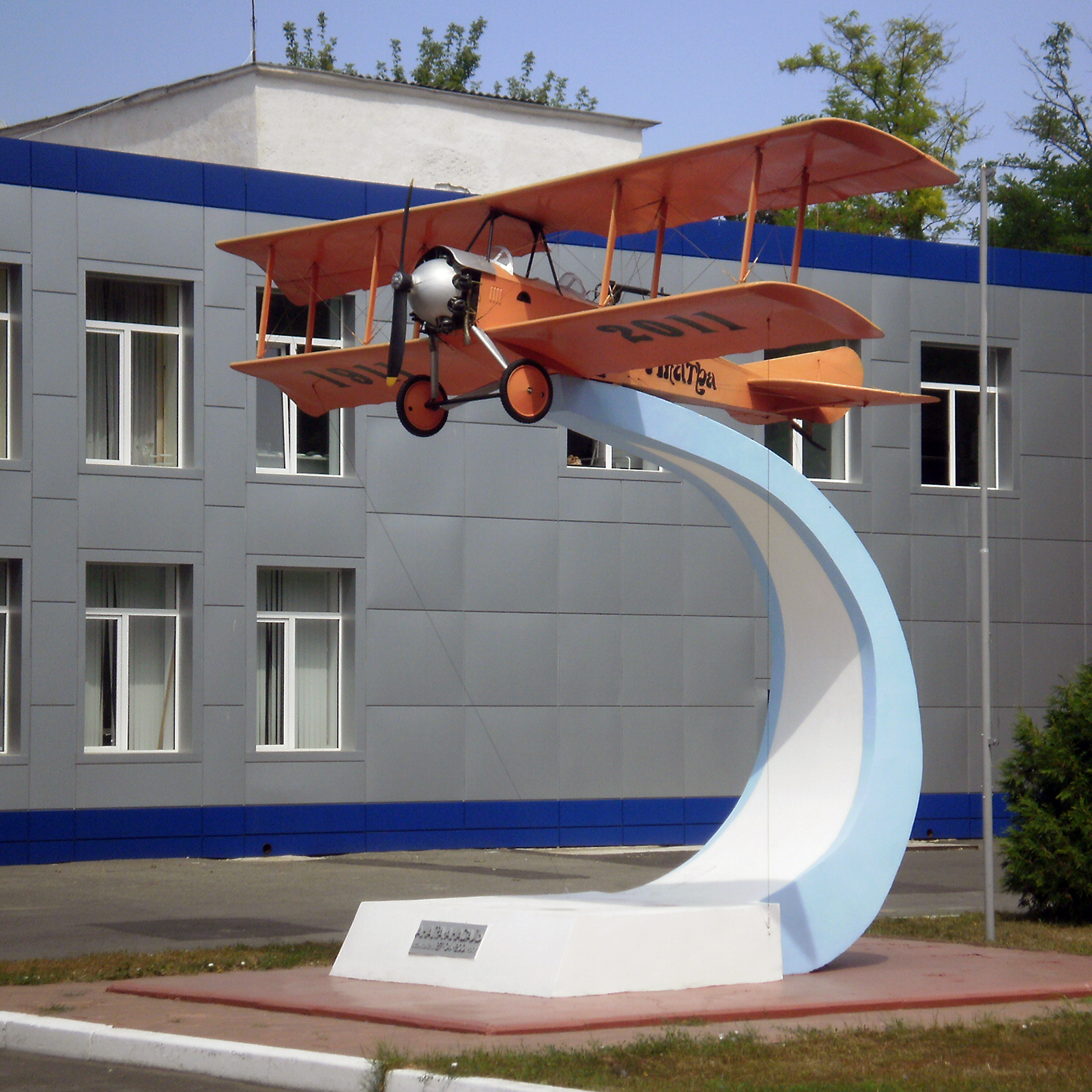
Макет (1:2) літака «Анатра Анасаль» на території підприємства «Одесавіаремсервіс»

1920 року, після захоплення Одеси та Криму, радянська влада остаточно утвердилася. Більшовики націоналізували авіаційну промисловість. Авіаційні заводи підпорядковувалися Главкоавіа. З березня 1920 року їх названо Державні авіаційні заводи (рос. ГАЗ), Одеський та Сімферопольський заводи, відповідно, «ГАЗ № 11» і «ГАЗ № 15».

### Одеський завод
Одеський завод у 1921—1922 роках випускав для радянського військового відомства навчальні літаки Фарман XX та літаки Анасаль. Станом на серпень 1922 року виготовлено 29 фарманів і 3 анасалі.
Подальші роботи згорнули. Більшість обладнання вивезли до Росії, а приміщення передали різним організаціям. Однак п'ять приміщень і частину верстатів передали Хіоні для організації приватних Авіаційних конструкційних майстерень.
У цих майстернях 1923 року Хіоні сконструював літак У-8 Горбоконик. 1924-го літак потрапив у серійне виробництво, і до осені 1924 в Одесі побудували 31 такий літак. У травні 1924 завод знову став державним і дістав назву «Державні авіаційні майстерні № 7» (ГАМ № 7). Випуск літаків в Одесі остаточно припинився і надалі тут здійснювався лише їхній ремонт. 1929 року майстерні увійшли до складу Одеської авіаційної школи пілотів № 8. У підсумку завод перетворився на Одеський авіаційний завод.

### Сімферопольський завод
На сімферопольському заводі замість підірваної електростанції на пропозицію комкора Примакова встановили демонтований з колишньої царської дачі в Лівадії електродвигун і ввели завод в дію.
До 26 червня 1921 на заводі ще збереглася майже половина колишнього складу — 437 осіб. 1921 року він дістав назву Державний авіаційний завод № 15 (ГАЗ № 15).
Завод більше не випускав нових літаків, а здійснював капітальний ремонт літаків Червоної Армії: «Фарман-30», «Гевеленд», «Ньюпор −24», «Сопвіч», «Сопвіч Кемел», «Ньюпор -17», «Моран», «Авро», «Віккерс», «Спад».
Станом на лютий 1922 року на заводі працювало 124 особи.
З січня по травень 1922 завод ще випустив з ремонту 12 літаків, 3 броньовики, 2 автомобілі і 1 мотоцикл.
Починаючи з листопада 1920 року на заводі розробляли літак ДФ-1 за проєктом Дмитра Федорова. Льотні випробування тривали в травні-червні 1922 року. Дослідний зразок пошкоджено, а новий уже не будували через закриття підприємства.
30 жовтня 1922 року завод у Сімферополі закрито, приміщення передано Кримському раднаргоспу, і згодом на його території запрацювала шкіряна фабрика.

## Оцінка діяльності заводу
Невдала конструкція літака Анатра-ВІ, наслідком чого були часті авіатрощі та загибель екіпажів під час виконання бойових завдань, підірвала репутацію заводу. Коли інспектор авіації армій Південно-Західного фронту у лютому 1917 року об'їжджав авіаційні загони фронту, летуни повсюдно скаржилися йому на погану якість літаків заводу Анатра.
Заводу так і не вдалося впоратися із дефектами машини. У квітні 1917 року в 5-му Сибірському корпусному авіазагоні було складено близько 10 актів про дефекти та поламки літаків Анатра-ВІ. Зрештою спеціально створена комісія, розібравши всі випадки аварій машини, визнала, що літаки та мотори збирають на заводі вкрай недбало. Надалі склалося упередження летунів про всі літаки заводу, навіть цілком вдалий Анатра-Д.
31 травня 1917 року, щоб розвіяти недовірливе ставлення льотного складу до машини, командир 11-го армійського авіаційного загону штабс-капітан Макаров виконав на Анатра-Д фігуру найвищого пілотажу — петлю Нестерова. В історії російської авіації це була перша фігура вищого пілотажу, зроблена машиною, призначеною для корпусних авіазагонів і не розрахована на вищий пілотаж.
Проте, коли влітку 1917 року пілот заводу Анатра, лейтенант французької служби Робіно, з механіком заводу Іваном Омеліним, готуючись до авіаційного тижня, вирішили зробити літаком «Анатра-Д» фігури вищого пілотажу, експеримент закінчився трощею. Причиною аварії стала технологія склеювання лонжеронів із двох частин.
Якість літаків заводу Анатра була нижчою, ніж у «Дукса» або РБВЗ. Глибинними причинами низької якості продукції заводу були відірваність заводу від аеродинамічних лабораторій Москви та Петрограда, нижча кваліфікація робітників та технічного персоналу, нестримна гонитва власника заводу за прибутком.

## Продукція
| Модель                   | Тип                        | Двигун                                  | Дата першого польоту | Кінець виробництва | Кількість збудованих                             | Вартість од. |
| ------------------------ | -------------------------- | --------------------------------------- | -------------------- | ------------------ | ------------------------------------------------ | ------------ |
| Фарман-4                 |                            |                                         |                      |                    |                                                  |              |
| Ньюпор-17                |                            |                                         |                      |                    |                                                  | 11 000 руб.  |
| Анатра-Д                 | Літак-розвідник            | " Гном-Моносупап " потужністю 100 к. с. | 19 грудня 1915       | середина 1917      | 225                                              | 12 000 руб.  |
| Анатра-Анаклер           | Літак-розвідник            | Клерже 9Z 110 к. с. та 9В 130 к. с.     |                      | середина 1917      | 24                                               |              |
| Анатра-ДС (Анасаль)      | Літак-розвідник, винищувач | «Сальмсон» потужністю 150 к. с.         | 25 липня 1916        | 1919               | понад 100                                        |              |
| Анатра-ВІ                |                            | «Сальмсон» потужністю 150 к. с.         | 1916                 | 1917               | близько 150                                      |              |
| Анатра-ДМ (Анамон)       |                            | «Гном-Моносупап» потужністю 100 к. с.   | 16 червня 1916       | -                  | 1 (зазнав аварії під час випробувань)            |              |
| Анатра-ДЕ                | Бомбардувальник            | «Сальмсон» 140 к. с.                    | 23 червня 1916       | -                  | 1 (зазнав аварії на посадці під час випробувань) |              |
| Анатра-Анадіс            |                            |                                         | 23 жовтня 1916       | -                  | 1                                                |              |
| Хіоні-У-8 («Горбоконик») |                            |                                         | 1924                 | 1925               | 31                                               |              |